# 多贡·桑达多吉
多贡·桑达多吉（1945年11月—2020年9月21日），西藏拉萨人，中国藏学家、教育家、书法家，西藏大学文学院教授。主要研究领域为西藏风俗文化史和藏语言文学。

## 生平
他13岁考入孜康（俗官学校），1959年以上佳的成绩毕业。1960年开始在尼木县担任民办小学教师，期间曾从事过各种农副业劳动，潜心钻研西藏民族文化。亦在家里拜另一位私塾先生孜仲·土登嘎培学习《诗学》、《三十颂》等。1980年成为西藏师范学院藏文系教师（1985年改称西藏大学），1989年被评为自治区先进教育工作者。1993年至1995年在法国巴黎东方语言文化学院担任访问学者。2000年晋升为教授。2001年至2004年，担任西藏大学学术委员会委员。2003年与法国学者尼古拉·图纳德尔合作出版了藏法文对照的《藏语普通话教材》。2006年获第二届全国高等学校教学名师奖。2009年退休。2020年9月21日晚11时20分逝世。

## 出版物
- 《诗学教材聚宝瓶》[註 1]
- 《藏语普通话教材》（བོད་ཀྱི་སྤྱི་སྐད་སློབ་དེབ）
- 《藏汉英对照敬词大词典》（ཞེ་སའི་ལག་དེབ་བློ་གསར་དགའ་སྟོན）
- 《西藏风俗民情概况》（བོད་ཀྱི་ཡུལ་སྲོལ་རྣམ་བཤད）